# Reprezentacja Bośni i Hercegowiny w rugby union mężczyzn
Reprezentacja Bośni i Hercegowiny w rugby  jest drużyną reprezentującą Bośnię i Hercegowinę w międzynarodowych turniejach. Drużyna występuje w Europejskiej 3A dywizji.

## Puchar świata w Rugby
- 1987-2011 Nie zakwalifikowała się